# Nuruddin Farah
Nuruddin Farah (Baidoa, 24 novembre 1945) è uno scrittore somalo.
Ha pubblicato romanzi, poesie e opere teatrali, incentrati soprattutto sulla storia della Somalia postcoloniale. Ha vinto il Neustadt International Prize for Literature.

## Biografia
Nuruddin Farah è nato a Baidoa, allora Somalia italiana, in una famiglia somala di fede islamica. Studiò a Kallafo, nella zona di Ogadèn (attualmente Etiopia), e ha imparato l'arabo, l'inglese e l'amarico. I suoi genitori lo avrebbero voluto imam, ma verso i tredici anni Farah si è opposto a questo progetto. In seguito ha studiato alla scuola di Shashamanne (Alta Etiopia) e all'istituto magistrale di Mogadiscio, dove è andato a vivere con la famiglia nel 1963 per sfuggire alle violenze della guerra in Ogadèn. All'indipendenza della Somalia ha ottenuto un lavoro presso il ministero della pubblica istruzione della neonata repubblica. Nel 1966 ottenne una borsa di studio che gli ha consentito di proseguire gli studi presso l'università del Punjab, a Chandigarh (India), dove rimase fino al 1969, anno del colpo di Stato di Siad Barre.
Dal 1969 al 1974 è tornato a Mogadiscio, insegnando prima nelle scuole medie e poi all'università. Nel 1970 pubblicò il suo primo romanzo, in lingua inglese, From a Crooked Rib, per i tipi dell'editore londinese Heinemann, diretto dello scrittore nigeriano Chinua Achebe. Nel 1974 si trasferì in Gran Bretagna per conseguire il Master of Arts in letteratura drammatica presso l'Università dell'Essex. Negli anni successivi collaborò con il Royal Court Theatre di Londra e fu professore di letteratura alle università di Londra, dell'Essex e di Bayreuth (Germania).
Nel 1976 pubblicò il suo secondo romanzo, A Naked Needle, che gli procurò le antipatie del governo di Barre. Non potendo rientrare in Somalia, rimase fino al 1979 in Italia, vivendo a Milano, Roma e Trieste, continuando a scrivere. Nel 1979 fece ritorno definitivamente in Africa, prima presso l'università di Jos (Nigeria) e poi in Gambia, in Sudan e in Uganda e ancora in Nigeria (a Kaduna) dal 1992 al 1998. Attualmente risiede a Città del Capo, in Sudafrica.

## Opera

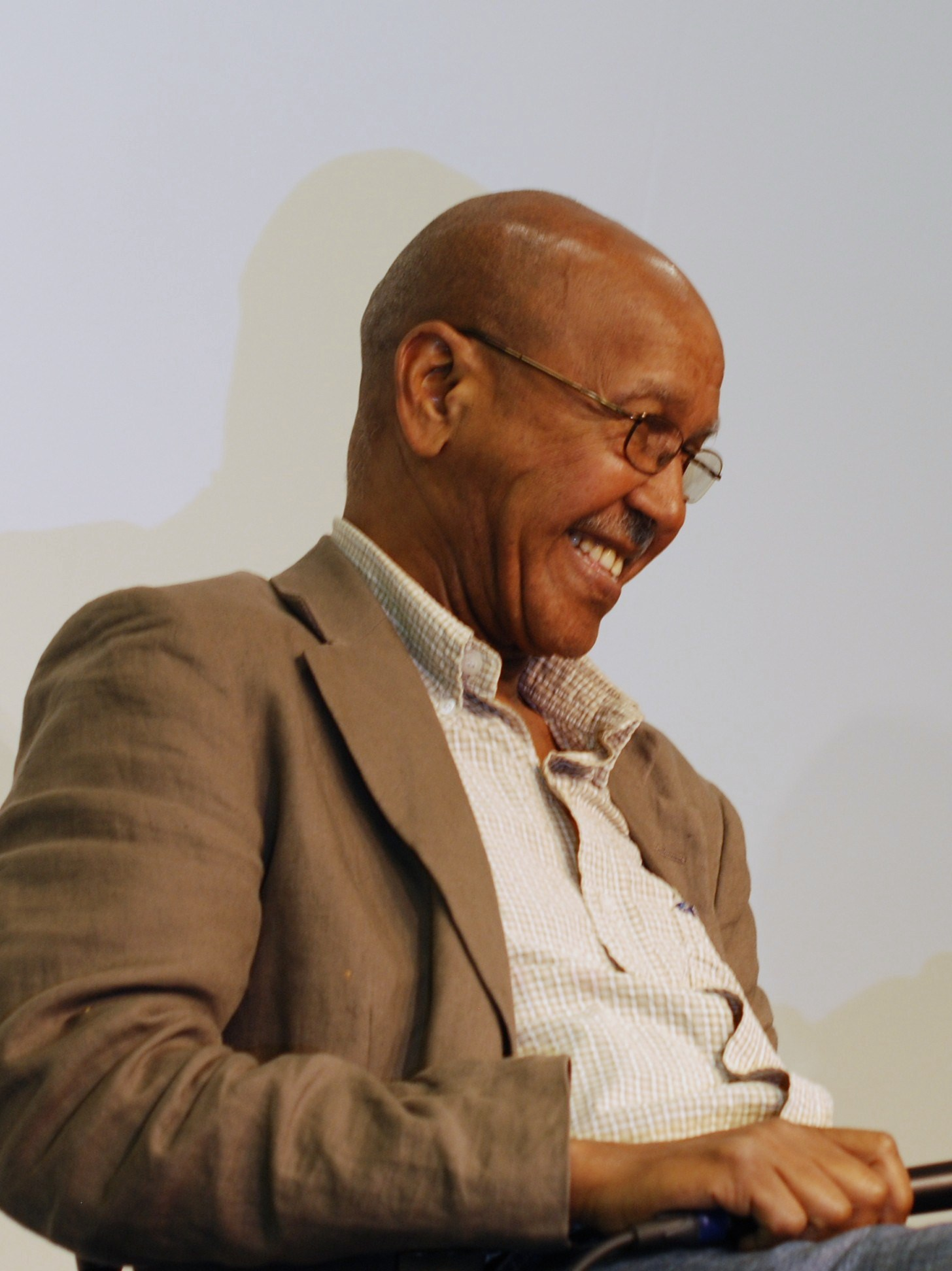
Lo scrittore alla Fiera del Libro di Göteborg, 2010

L'opera di Farah, che comprende romanzi, poesie e opere teatrali, è in gran parte incentrata sui temi della liberazione delle donne nella Somalia postcoloniale, della storia somala, e dell'attuale situazione politica del paese. Alcuni suoi libri sono stati tradotti dall'inglese in somali, lingua che prima di Farah non aveva una tradizione letteraria scritta.
Fra le sue opere principali si possono citare i tre romanzi della trilogia Variazioni sul tema di una dittatura africana, Latte agrodolce (Sweet and Sour Milk, 1979), Sardine (Sardines) e Chiuditi Sesamo (Close Sesame, 1982), e una seconda trilogia iniziata nel 1986, Blood in the Sun, che comprende Maps (1986), Doni (Gifts, 1992) e Secrets (1998). Nel 2000 ha pubblicato il risultato di molti anni di ricerche sulle vicende dei profughi somali, un saggio intitolato Yesterday, Tomorrow. Voices from the Somali Diaspora.

## Elenco parziale delle opere
- From a Crooked Rib (1970)
- A Naked Needle (1976)
- Sweet and sour milk, 1979
  - Latte agrodolce, Roma, Edizioni Lavoro, 1993
- Sardines, 1981
  - Sardine, Roma, Edizioni Lavoro, 1996
- Close Sesame, 1983
  - Chiuditi Sesamo, Roma, Edizioni Lavoro, 1992, (2
- Maps (1986)
- Doni (Gifts, 1992), Frassinelli, Milano 2001
- Secrets (1998)
- Rifugiati. Voci della diaspora somala (2003)